# Danelectro
Danelectro è un produttore di strumenti musicali e accessori, specializzata nella produzione di strumenti rock come chitarre, bassi, amplificatori ed unità effettistiche.
La Danelectro è stata fondata da Nathan Daniel nel 1947.

## Chitarre

### 1947-1969
- U1
- U2
- Danelectro Amp-in-case
- DC
- Dano Pro
- Shorthorn Standard
- Shorthorn Deluxe
- Guitarlin
- Baritone
- Stan & Dan
- Innuendo Baritone
- Longhorn Baritone

### 1998-2001
- 59 DC
- 6 string bass
- Baritone
- Convertible
- DC-12
- DC-3
- DC Bass
- Doubleneck
- Guitarlin
- Hodad
- Hodad Bass
- Longhorn Baritone
- Longhorn Bass
- Mod
- Mod 7 (sette corde)
- Shorthorn Bass
- U1
- U2
- U3

### 2006-correnti
- 56 Pro 2006
- Longhorn Guitar 2006
- Longhorn Bass 2006
- Dano Pro 2007
- 59 Dano 2007
- Dano '63 2008
- Dano '63 Baritone 2008
- Dano '63 Bass 2008
- Hornet Guitar 2009
- Hornet Baritone 2009
- Longhorn Bass 2009

### 2009
- Dead on ’67 2009 [1]

## Amplificatori per chitarre
- Danelectro Amp-in-case, 1962-1969
- Danelectro Commando
- Danelectro Master-Slave
- Danelectro Honeytone (modello corrente)
- Danelectro Honeytone e-Studio (modello corrente)